# Afer echinatus
Afer echinatus is een soort in de klasse van de Gastropoda (Slakken).
Het dier komt uit het geslacht Afer en behoort tot de familie Buccinidae. Afer echinatus werd in 2008 beschreven door Fraussen.